# María Teresa de Wurtemberg
María Teresa de Württemberg  (Altshausen, 12 de noviembre de 1934),conocida como la duquesa de Montpensier, es una duquesa alemana. Hija del pretendiente al trono real de Württemberg, abolido en 1918, fue la primera esposa del príncipe Enrique, conde de Clermont. Marie-Thérèse es la madre del príncipe Juan, duque de Vendôme, jefe de la Casa de Orleans y pretendiente orléanista al trono francés.

## Familia
María Teresa fue la quinta y cuarta hija de Felipe Alberto, duque de Wurtemberg, y su segunda esposa, la archiduquesa Rosa de Austria, princesa de Toscana. Nació en el castillo de Altshausen, en el actual Baden-Württemberg, Alemania.

## Matrimonio
María Teresa se casó con el príncipe Enrique, conde de Clermont, hijo mayor de Enrique, conde de París, y su esposa, la princesa Isabel de Orleans-Braganza, el 5 de julio de 1957 en Dreux, Francia. Tres años más tarde, su hermano menor Carl, duque de Württemberg, se casaría con la hermana menor de Enrique, la princesa Diana de Orleans.
María Teresa y Enrique tuvieron cinco hijos:
1. Princesa María de Orleans (nacida en 1959), casada con el príncipe Gundakar de Liechtenstein (nacido en 1949), hijo del príncipe Juan Bautista de Liechtenstein (1914 - 2004) y su esposa, la princesa Clotilde de Thurn und Taxis (1922-2009).
2. Príncipe Francisco, conde de Clermont (7 de febrero de 1961 - 30 de diciembre de 2017), gravemente discapacitado por toxoplasmosis .
3. Princesa Blanca de Orleans (nacida el 10 de septiembre de 1962 en Ravensburg ), gravemente discapacitada por toxoplasmosis.
4. Príncipe Juan, conde de París (nacido el 19 de mayo de 1965), casado con Philomena de Tornos y Steinhart (nacida el 19 de junio de 1977)
5. Príncipe Eudes, duque de Angoulême (nacido el 18 de marzo de 1968), casado con la condesa Marie-Liesse de Rohan-Chabot (nacida el 29 de junio de 1969), hija del conde Louis Meriadec de Rohan-Chabot (n. 1937) y su esposa, la princesa Isabelle de Bauffrémont-Marnay (n.1944).

Marie Thérèse y Henri se separaron legalmente el 23 de febrero de 1977, se divorciaron el 3 de febrero de 1984 y el matrimonio fue anulado canónicamente en marzo de 2009.Tras su divorcio del Príncipe Enrique en 1984, su ex suegro, como jefe de la dinastía de Orleans, le otorgó el título de Duquesa de Montpensier.

## Armas
| Escudo de armas de S.A.R. doña María Teresa de Wurtemberg, condesa de Clermont y delfina de Francia (1957-1984) |